# Małszewko
Małszewko (deutsch Malschöwen) ist ein Dorf in der polnischen Woiwodschaft Ermland-Masuren. Es gehört zur Gmina Dźwierzuty (Mensguth) im Powiat Szczycieński (Kreis Ortelsburg).

## Geographische Lage
Małszewko liegt am Nordufer des Malschöwer Sees (polnisch Jezioro Małszeweckie) in der südlichen Mitte der Woiwodschaft Ermland-Masuren, 17 Kilometer nordwestlich der Kreisstadt Szczytno (deutsch Ortelsburg).

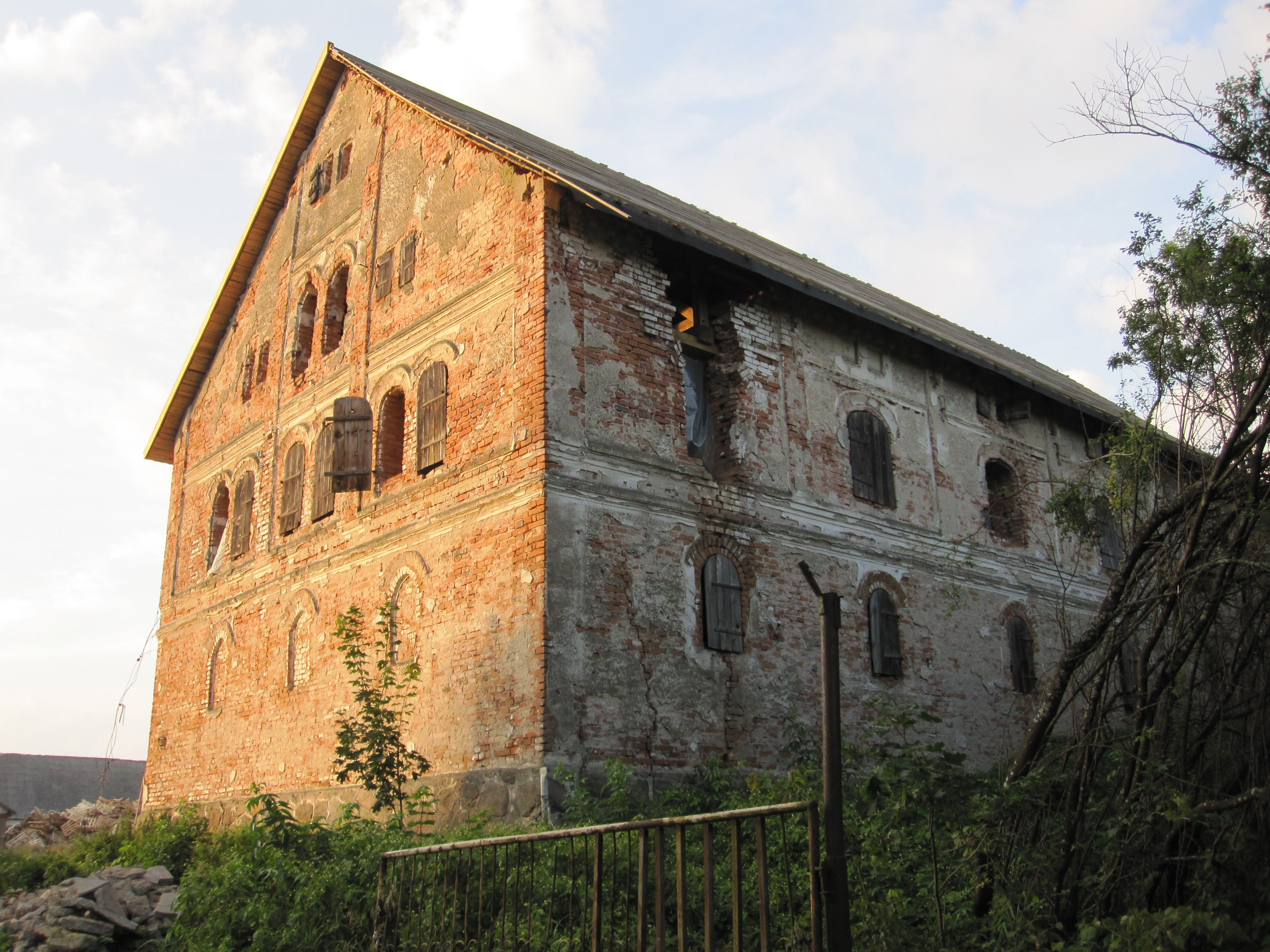
Alter Guts-Getreidespeicher in Małszewko

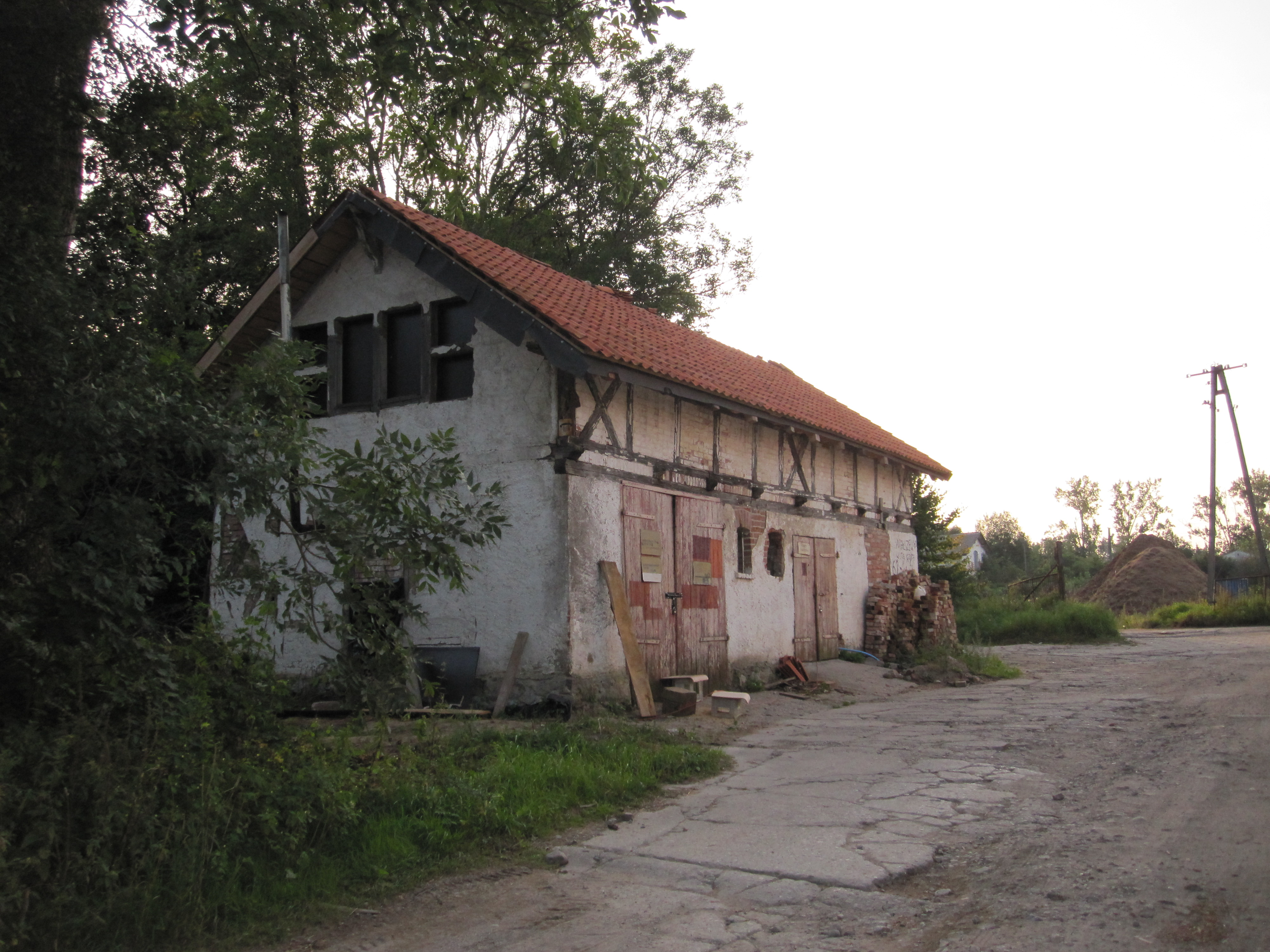
Ehemaliges Guts-Nebengebäude

## Geschichte
Das nach 1601 Malzowen und um 1621 Mallsowen genannte Dorf wurde 1401 gegründet. Am Mittwoch vor Pfingsten jenes Jahres erhielt ein gewisser Peter Heyne von Konrad von Jungingen 60 Hufen, erblich und ewiglich zu köllmischen Rechten. Das Dorf bestand aus einem großen Gut sowie einer Ziegelei. 1570 kaufte Burghard Küchmeister von Sternberg Malschöwen, und das Gut blieb noch bis Mitte des 17. Jahrhunderts im Besitz seiner Familie. 1657 ist Malschöwen zwischen den Familien von Haubitz, von Trettau und von Bartelsdorff geteilt. 1717 war Kapitän Hans Georg von Haubitz alleiniger Besitzer. Es blieb im Eigentum seiner Familie bis zum Ende des 18. Jahrhunderts. Im 19. und 20. Jahrhundert wechselten die Besitzer häufig: Familie von Frankenberg und Proschlitz, von Keltsch, von Queis und von der Goltz.
Am 16. Juli 1874 wurde Malschöwen Amtsdorf und damit namensgebend für einen Amtsbezirk, der bis 1945 bestand und zum Kreis Ortelsburg im Regierungsbezirk Königsberg (ab 1905: Regierungsbezirk Allenstein) in der preußischen Provinz Ostpreußen gehörte. Der Amtsbezirk bestand lediglich aus dem Gutsbezirk Malschöwen.
Im Jahre 1910 zählte Malschöwen mit seinen Wohnplätzen Charlotten, Chausseehaus, Friedrikenberg (polnisch Byki) und Moritzruhe (Budy) insgesamt 334 Einwohner. 1933 waren es nur noch 297, 1939 aber schon 364.
Anfang des 20. Jahrhunderts gelang es, durch Senkung des Malschöwer Sees und Anschluss an den Großen Schobensee (polnisch Jezioro Sasek Wielki) durch fünf Kilometer lange tiefe Gräben und auch durch Rohrleitungen 150 Hektar Wiesenflächen für Malschöwen und den Nachbarort Kukukswalde (polnisch Grzegrzółki) zu gewinnen.
Aufgrund der Bestimmungen des Versailler Vertrags stimmte die Bevölkerung im Abstimmungsgebiet Allenstein, zu dem Malschöwen gehörte, am 11. Juli 1920 über die weitere staatliche Zugehörigkeit zu Ostpreußen (und damit zu Deutschland) oder den Anschluss an Polen ab. In Malschöwen stimmten 203 Einwohner für den Verbleib bei Ostpreußen, auf Polen entfielen keine Stimmen.
Als 1945 in Kriegsfolge das gesamte südliche Ostpreußen an Polen überstellt wurde, war auch Malschöwen davon betroffen. Das Dorf erhielt die polnische Namensform „Małszewko“ und ist heute eine Ortschaft im Verbund der Landgemeinde Dźwierzuty (Mensguth, Dorf) im Powiat Szczycieński (Kreis Ortelsburg), bis 1998 der Woiwodschaft Olsztyn, seither der Woiwodschaft Ermland-Masuren zugehörig.

## Kirche
Malschöwen war bis 1945 kirchlich nach Dźwierzuty (Mensguth, Dorf) orientiert: zur dortigen evangelischen Kirche innerhalb der Kirchenprovinz Ostpreußen der Kirche der Altpreußischen Union und zur katholischen Kirche innerhalb des damaligen Bistums Ermland. Der Bezug zu dem nun Dźwierzuty genannten Kirchdorf besteht weiter: zur katholischen Pfarrei im jetzigen Erzbistum Ermland und zur evangelischen Kirche, die jetzt eine Filialkirche der Pfarrei Pasym (Passenheim) in der Diözese Masuren der Evangelisch-Augsburgischen Kirche in Polen ist.

## Verkehr
Małszewko liegt verkehrsgünstig an einer Verbindungsstraße zwischen den beiden polnischen Landesstraßen 57 und 53 (ehemalige deutsche Reichsstraßen 128 und 134), die auch die beiden Gemeinden Dźwierzuty und Pasym verbindet. Eine Bahnanbindung besteht nicht.

## Persönlichkeiten

### Aus dem Ort gebürtig
- Egbert von Frankenberg und Proschlitz (* 11. Dezember 1841 in Malschöwen), preußischer Generalleutnant († 1898)

### Mit dem Ort verbunden
- Viktor von Keltsch (1813–1884), Rittergutsbesitzer auf Malschöwen, Ehrenritter des Johanniter-Ordens
- Julius von Queis (1839–1909), Rittergutsbesitzer auf Malschöwen, Mitglied des Deutschen Reichstags
- Erich Freiherr von der Goltz (1865–1924), Rittergutsbesitzer auf Malschöwen, Mitglied des ostpreußischen Provinziallandtags